# Даніела Б'янкі
Даніе́ла Б'я́нкі (італ. Daniela Bianchi; нар. 31 січня 1942) — італійська актриса, відома за роллю у фільмі «З Росії з любов'ю». Виконавиця ролі дівчини Бонда у фільмі «З Росії з любов'ю». 

## Біографія
Народилася 31 січня 1942 року в Римі. Батько був полковником армії Італії. Вивчала балет 8 років, а згодом працювала як модель. Після навчання брала участь у «Міс всесвіт», а далі «Міс фотографія». 
Кар'єру акторки почала 1958 року, коли її побачили професійні фотографи. Найбільше відома за роллю у фільмі «З Росії з любов'ю», який став її візиткою. Після цього її стали запрошувати багато режисерів. Знімалася в британських, французьких, італійських, американських та інших фільмах. Найуспішнішими також були роботи у фільмах «Міжнародний чемпіонат із шахів» і «Операція молодший брат».
У 1970 році завершила кінокар'єру і одружилася з генуезьким судновим магнатом Альберто Камелі, з яким мала сина. Чоловік помер у 2018 році.
У 2012 році Б'янкі знялася у невеликій ролі у документальному фільмі «Ми не маємо нічого спільного з Джеймсом Бондом».

## Фільмографія
- La ragazza del peccato (1958)
- Les Démons de minuit (1961)
- Una domenica d'estate (1962)
- La spada del Cid (1962)
- З Росії з любов'ю (1963)
- La tigre ama la carne fresca (1964)
- Slalom (1965)
- L'ombrellone (1966)
- Zarabanda Bing Bing (1966)
- Missione speciale Lady Chaplin (1966)
- Requiem per un agente segreto (1966)
- Troppo per vivere… poco per morire (1967)
- Dalle Ardenne all'inferno (1967)
- O.k. Connery (1967)
- Scacco internazionale (1968)
- Noi non siamo come James Bond (2012)